# Osiřelý proces
Osiřelý proces je počítačový proces, jehož rodič se ukončil.

## Unixové operační systémy
V Unixových operačních systémech jsou jakékoliv osiřelé procesy okamžitě adoptovány speciálním procesem s názvem init (jádro nastaví proces init jako nového rodiče). Tato operace se odehraje automaticky. Ačkoliv proces technicky má rodiče (proces init), i nadále se nazývá osiřelým procesem, jelikož proces, který původně tento osiřelý proces vytvořil, nadále neexistuje. V jiných operačních systémech jsou osiřelé procesy automaticky ukončeny jádrem.